# Cytharopsis exquisita
Cytharopsis exquisita é uma espécie de gastrópode do gênero Cytharopsis, pertencente à família Mangeliidae.